# Ilmtal-Weinstraße
Ilmtal-Weinstraße település Németországban, azon belül Türingiában. Lakosainak száma 6270 fő (2023. december 31.). Ilmtal-Weinstraße Buttstädt, Kromsdorf, Wohlsborn, Sachsenhausen, Leutenthal, Rohrbach, Buttelstedt, Rudersdorf, Bad Sulza, Apolda, Wiegendorf és Ködderitzsch községekkel határos.

## Népesség
A település népességének változása:
| Lakosok száma | 4520 | 6368 | 6341 | 6308 | 6270 |
|               | 2017 | 2019 | 2021 | 2022 | 2023 |